# Glattbach (Bawaria)
Glattbach – miejscowość i gmina w Niemczech, w kraju związkowym Bawaria, w rejencji Dolna Frankonia, w regionie Bayerischer Untermain, w powiecie Aschaffenburg. Leży około 3 km na północ od centrum Aschaffenburga, przy autostradzie A3.

## Polityka
Wójtem jest Fridolin Fuchs. Rada gminy składa się z 17 członków:
|      | CSU | SPD | Wolni Wyborcy | Razem     |
| 2002 | 10  | 3   | 4             | 17 miejsc |

## Współpraca
Miejscowości partnerskie:
- Bretteville-sur-Odon, Francja
- Glattbach – dzielnica Dermbach, Hesja
- Glattbach – dzielnica Lindenfelsu, Hesja